# Metellina segmentata
Espèce
Synonymes
- Araneus segmentatus Clerck, 1757
- Meta segmentata (Clerck, 1757)
- Aranea reticulata Linnaeus, 1758
- Aranea angulata Schrank, 1781
- Aranea senoculata Cyrillus, 1787
- Aranea inclinata Walckenaer, 1802
- Epeira variegata Risso, 1826
- Miranda piniophila' Bremi-Wolff, 1849
- Meta antrorum Simon, 1907

Metellina segmentata est une espèce d'araignées aranéomorphes de la famille des Tetragnathidae.

## Distribution
Cette espèce se rencontre en zone paléarctique. Elle a été introduite au Canada.

## Habitat
Elle est abondante dans les jardins au printemps et à l'automne.

## Description

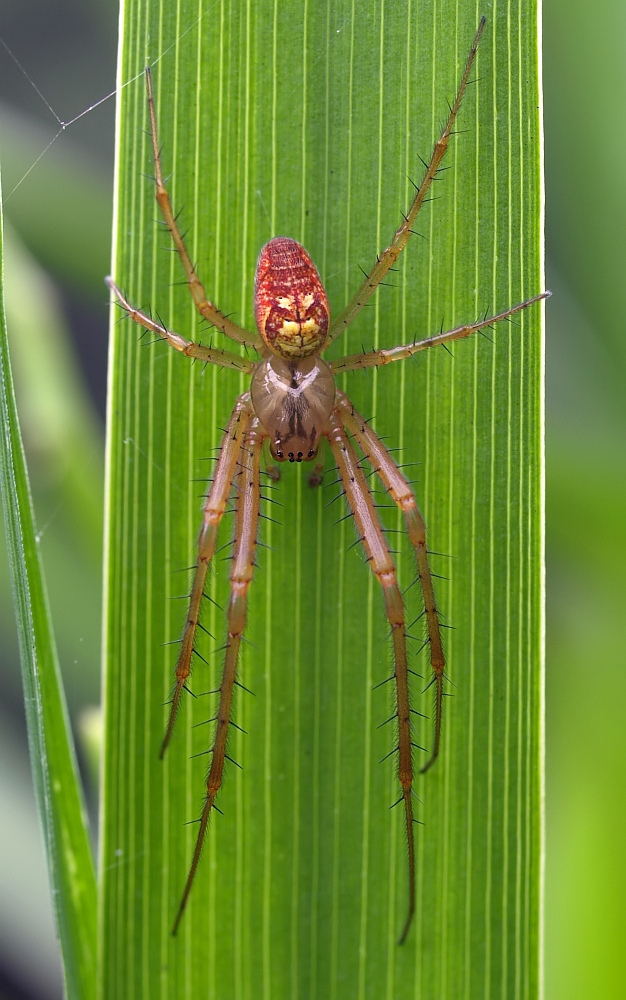
Metellina segmentata

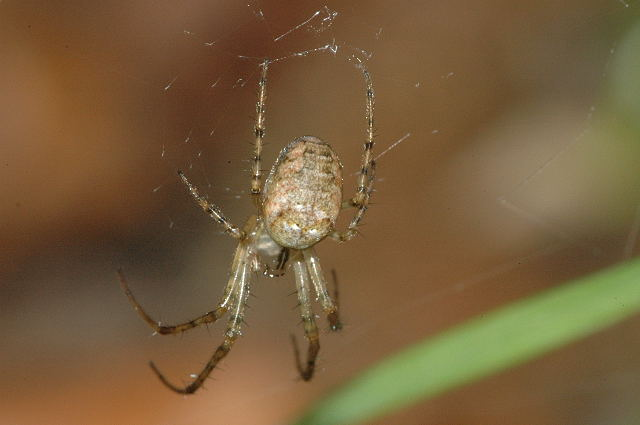
Metellina segmentata ♀

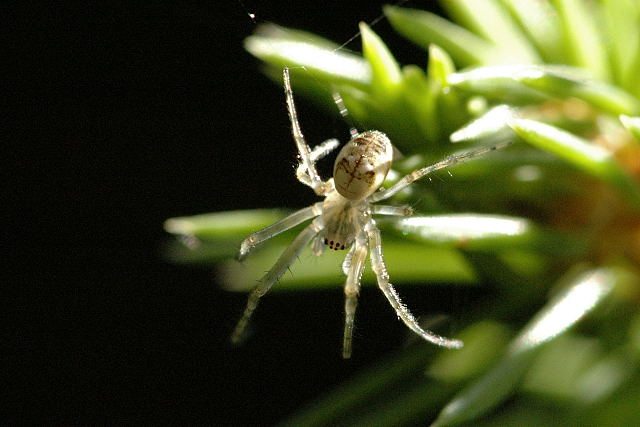
Metellina segmentata ♂

La coloration est variable avec des taches sur le céphalothorax : un V ou un diapason sombres. Les mâles et les femelles sont de taille identique.

## Toile

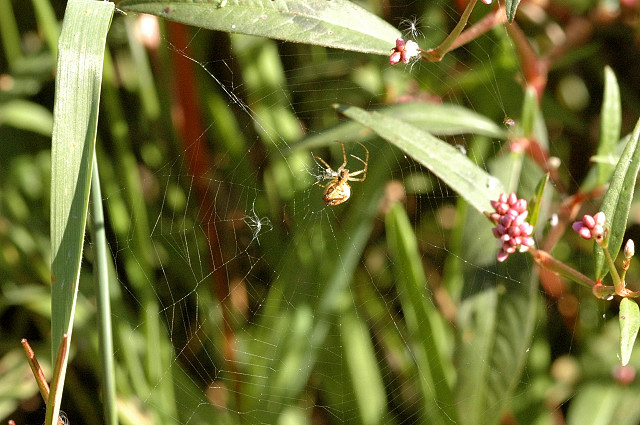
Metellina segmentata sur sa toile

C'est une araignée à toiles géométriques ou orbitèles qui n'ont pas de plateforme centrale, elles sont attachées à des supports très variables. Les toiles peuvent être inclinées jusqu'à 60°.

## Éthologie
En automne on peut remarquer un mâle sur le bord de la toile à l'abri de la femelle. Dès qu'un insecte se prend dans la toile il l'emballe et l'apporte à la femelle. Pendant qu'elle mange la proie, le mâle s'accouple en moins de trois minutes puis quitte rapidement la toile à la recherche d'une autre femelle.

## Publication originale
- Clerck, 1757 : Svenska spindlar, uti sina hufvud-slågter indelte samt under några och sextio särskildte arter beskrefne och med illuminerade figurer uplyste. Stockholmiae, p. 1-154.